# Meteorologiåret 1957

## Händelser

### Januari
- 15 januari - Köldrekord för Montréal, Kanada uppmäts med -37.8 °C [1].

### Maj
- 11 maj - Vid Sydpolen, Antarktis uppmäts - 73,5 °C vid vindstilla [2].

### Juni
- Juni-oktober - Sverige upplever en regnig sommar och höst.

### Juli
- 1 juli – Internationella geofysiska året inleds.[3]
- 24 juli – 150 millimeter nederbörd faller över Ulvoberg, Sverige vilket innebär nederbördsrekord inom 24 timmar för svenska Lappland, men då det infaller inom två dygn kan det inte räknas som dygnsnederbördsrekord [4]. Det innebär dock nytt julirekord för Norrland [5].

### Augusti
- 9 augusti – Sveriges Radio-TV börjar sända regelbundna väderrapportern fem minuter varje fredag [6].

### September
- September - Snö faller i Götaland, Sverige [7].
- 17 september - Vid Sydpolen, Antarktis uppmäts - 73,5 °C vid vindstilla [2].

### November
- 13 november - Floden Po i Italien svämmar över och stora landområden läggs under vatten [8].
- 19 november – En snöstorm härjar i sydöstra Minnesota, USA och förstör säd [9].

## Födda
- 25 januari – Craig Allen, amerikansk meteorolog.
- 19 februari – Greg Fishel, amerikansk meteorolog.

## Avlidna
- 29 april – Heinrich von Ficker, tysk meteorolog.
- 19 augusti – Carl-Gustaf Rossby, svensk-amerikansk meteorolog.
- 21 augusti – Harald Ulrik Sverdrup, norsk meteorolog, oceanograf och polarforskare.

### Fotnoter
1. ↑  ”Dan, Dan the Weatherman's Canadian Weather Trivia Page”. Arkiverad från originalet den 9 september 2013. https://web.archive.org/web/20130909001246/http://www.dandantheweatherman.com/cantriv.html. Läst 23 februari 2011.
2. 1 2  Guinness Rekordbok (svenska) 1993
3. ↑  MET Arkiverad 15 december 2010 hämtat från the Wayback Machine.
4. ↑  SMHI
5. ↑  SMHI
6. ↑  John Pohlmans blogg 21 november 2010 - TV-väder historik del 9 Arkiverad 15 december 2010 hämtat från the Wayback Machine.
7. ↑  SMHI
8. ↑  20:e århundrades När Var Hur, Bernt Himmelstedt, Forum, 1999
9. ↑  ”Arkiverade kopian”. Arkiverad från originalet den 16 juli 2010. https://web.archive.org/web/20100716104924/http://www.climate.umn.edu/pdf/day_in_weather_history/november_wx_history.pdf. Läst 16 februari 2011.